# 博川線
博川線（パクチョンせん）は、朝鮮民主主義人民共和国平安北道博川郡にある孟中里駅から博川駅までを結ぶ鉄道路線である。

## 路線データ
- 路線距離：孟中里～博川間9.3km
- 駅数：2（両端駅を含む）
- 軌間：1435mm
- 電化区間：なし
- 複線区間：なし

## 概要
日本統治時代に建設された博川線を原型としている。

## 駅一覧
- 駅所在地は全線平安北道博川郡内。

| 駅名     | 駅名     | 駅名         | 駅間キロ (km) | 累計キロ (km) | 接続路線                     |
| 日本語   | 朝鮮語   | 英語         | 駅間キロ (km) | 累計キロ (km) | 接続路線                     |
| -------- | -------- | ------------ | ------------- | ------------- | ---------------------------- |
| 孟中里駅 | 맹중리역 | Maengjung-ri | 0.0           | 0.0           | 北朝鮮鉄道省：平義線・南興線 |
| 博川駅   | 박천역   | Pakchon      | 9.3           | 9.3           |                              |

### 廃駅
- 一院駅（일원역） - 孟中里駅と博川駅との間に存在した。廃止当時は平安北道博川郡に位置していた。（孟中里起点5.6km）

## 参考資料
- 国分隼人（2007年）. 『将軍様の鉄道 北朝鮮鉄道事情』, 新潮社. ISBN 9784103037316